# Comune di Nørre-Snede
Il comune di Nørre-Snede, fino al 1º gennaio 2007 è stato un comune danese situato nella contea di Vejle, il comune aveva una popolazione di 7 266 abitanti (2005) e una superficie di 254 km². Capoluogo era la cittadina di Nørre Snede.
Dal 1º gennaio 2007, con l'entrata in vigore della riforma amministrativa, il comune è stato soppresso e accorpato ai comuni di Brande e Ikast per dare luogo al neo-costituito comune di Ikast-Brande compreso nella regione dello Jutland Centrale (Midtjylland).